# Paloveopsis emarginata
Genre
Espèce
Classification phylogénétique
Paloveopsis emarginata est une espèce de plantes à fleurs dicotylédones de la famille des Fabaceae, sous-famille des Caesalpinioideae, originaire d'Amérique du Sud. C'est l'unique espèce acceptée du genre Paloveopsis (genre monotypique).